# إيمانويل كانط
إيمانويل كانت أو إيمانويل كانط أو عَمانُوئيل كنط (بالألمانية: Immanuel Kant)  هو فيلسوف ألماني من القرن الثامن عشر (1724 - 1804). عاش حياته كلها في مدينة كونيغسبرغ في مملكة بروسيا. كان آخر الفلاسفة المؤثرين في الثقافة الأوروبية الحديثة. وأحد أهم الفلاسفة الذين كتبوا في نظرية المعرفة الكلاسيكية. كان إيمانويل كانت آخر فلاسفة عصر التنوير الذي بدأ بالمفكرين البريطانيين جون لوك وجورج بيركلي وديفيد هيوم.
طرح إيمانويل كانت منظورا جديدا في الفلسفة أثر ولا زال يؤثر في الفلسفة الأوربية حتى الآن أي أن تأثيره امتد منذ القرن الثامن عشر حتى القرن الحادي والعشرين. نشر أعمالا هامة وأساسية عن نظرية المعرفة وأعمالا أخرى متعلقة بالدين وأخرى عن القانون والتاريخ.
أما أكثر أعماله شهرة فهو كتابه نقد العقل المجرد الذي نشره سنة 1781 وهو على مشارف الستين من عمره. يبحث كانت في هذا الكتاب ويستقصي محدوديات وبنية العقل البشري ذاته. قام في كتابه هذا بالهجوم على الميتافيزيقيا التقليدية ونظرية المعرفة الكلاسيكية. وأجمل وأبدع مساهماته كانت في هذا المجال بالتحديد. ثم نشر أعمالا رئيسية أخرى في شيخوخته، منها كتابه نقد العقل العملي الذي بحث فيه جانب الأخلاق والضمير الإنساني، وكتابه نقد الحكم الذي استقصى فيه فلسفة الجمال والغائية.
تطرح الميتافيزيقا أسئلة عديدة حول الحقيقة المطلقة للأشياء. اعتقد كانت أن بالإمكان إصلاح وتهذيب الميتافيزيقا الكلاسيكية عن طريق تطبيق نظرية المعرفة عليها. حيث زعم أنه يمكننا باستخدام هذه الطريقة مواجهة الأسئلة التي تطرحها الميتافزيقا، والأهم من ذلك أن نعرف المصادر التي نستقي منها معرفتنا وأن نعرف ماهية حدود المعرفة التي يمكن الوصول إليها.
اقترح كانت أنه بعد أن نفهم ونعرف مصادر وحدود المعرفة الإنسانية والعقلية يمكننا طرح أي أسئلة ميتافيزيقية والحصول على أجوبه مثمرة. وسأل كانت سؤالا خطيرا هو هل للأشياء والمواضيع التي نعرفها خصائص معينة سابقة على تجربتنا وعلى إحساسنا. وأجاب على ذلك بأن جميع المواضيع والأشياء التي يمكن للعقل معرفتها تتم بطريقة يختارها العقل. ويضرب مثالا على ذلك أنه إذا استعد العقل للتفكير قبل أي موضوع واختار العقل التفكير بطريقة السببية فإننا بالتالي نعلم قبل ان نتعرف على أي موضوع ان الموضوع سيكون إما سببًا أو نتيجة.
ويصل كانت إلى نتيجة مفادها أن هناك مواضيع لا يمكن للعقل معرفتها عن طريق السببية. ونتيجة أخرى هي أن مبدأ السببية هو طريقة في التفكير لا يمكن أن تستقل عن التجربة والإحساس. ولا يستطيع مبدأ السببية الإجابة عن جميع الأسئلة. ويضرب سؤالا للتوضيح هو هل العالم أزلي أم له مسبب؟، وبالتالي فإن أسئلة الميتافيزيقيا الأساسية لا يستطيع العقل الإنساني الإجابة عنها. لكن العقل يفهم ويعرف ويجيب عن أسئلة العلوم العادية لأنها تخضع لقوانينه.
ابتدع ايمانويل كانت نظاما مبتكرا في نظرية المعرفة هو مزيج بين المدرستين التجريبية والعقلية. فأهل المدرسة التجريبية يرون أن المعرفة لا تكون إلا من طريق التجربة لا غير. أما أهل الطريقة العقلية فيرون أن نظام الشك الديكارتي وأن العقل وحده من يمدنا بالمعرفة. خالفهم كانت في ذلك حيث يرى أن استخدام العقل وحده دون التجربة لا يقود إلى المعرفة بل يقود إلى الأوهام. أما استخدام التجربة فلا يقود إلى معرفة دقيقة ولا تعترف بوجود مسبب أول الذي يعترف به العقل المجرد.
كان فكر ايمانويل كانت مؤثرا جدا في ألمانيا أثناء حياته وبعدها. فكانت نقل الفلسفة إلى مكان آخر أرفع من المناظرة والمجادلة بين الفلاسفة العقلانيين والفلاسفة التجريبيين. تأثر به الفلاسفة الألمان بعده. مثل يوهان جوتليب فيشته وفريدريك شلنغ والفيلسوف الكبير هيغل وآرثر شوبنهاور. وأسس هؤلاء ما عرف بالفلسفة المثالية الألمانية. كل هؤلاء الفلاسفة رأووا في أنفسهم مصححين وموسعين ومطورين للنظام والفلسفة الكانتية. وهكذا ظهرت نماذج مختلفة من الفلسفة المثالية الألمانية. استمر تأثير كانت وامتد ليكون مؤثرا أساسيا في الفلسفات التي جاءت بعده. فقد كان له تأثير كبير على الفلسفة التحليلية(رسل ومور والوضعية المنطقية) والفلسفة الأوربية القارية.

## سيرته الذاتية

### أسرته
ولد إمانويل كانت عام 1724 في مدينة كونيغسبرغ عاصمة مملكة بروسيا ذلك الوقت في القرن الثامن عشر، التي أصبحت تسمى اليوم كيلننغراد وتتبع لدولة روسيا. كان الرابع من بين أحد عشر ولدا (ماتوا وهم أطفال إلا أربعة منهم). كان اسمه يكتب باللاتينية "Emanuel" وغير هجاء اسمه إلى "Immanuel" بعد أن تعلم اللغة العبرية. لم يسافر في حياته كلها أبدا ولم يبتعد أكثر من مئة ميل عن مدينته كونيغسبرغ.
والده جوهان جورج كانت (1682-1746) كان يعمل في صناعة سروج الخيل في مدينة ميمل شرق مملكة بروسيا (تسمى هذه المدينة الآن كليبدا وتتبع جغرافيا دولة ليتوانيا). أمه، ريجينا رويتر (1697-1737) ولدت في نورمبرغ. هاجر جد كانت من اسكتلندا إلى مملكة بروسيا. وكان والده يملي اسم العائلة على هذا الشكل "Cant".
كان كانت في شبابه طالبا قويا في دراسته ضعيفا في بنيته. تربي في بيت أهله متدينون بشدة. وتربى كانت تربية دينية، وعلى التفاني والإخلاص في خدمة الدين وعلى التواضع مع الناس. ثم أنه نشأ على التفسير الحرفي للكتاب المقدس. تلقى كانت تعليما صارما وقاسيا ومنضبطا. كان يؤثر تعلم اللغة اللاتينية وتعلم الدين على تعلم الرياضيات والعلوم.

### دراسته
لما نضج كانت الشاب وبرزت قدراته وبرز تفوقه. ولاحظ ذلك القس فرانز شولتز الذي كان مقربا للعائلة. وما كان من القس الذي ذهل لنضوج كانت المبكر إلا أن أقنع العائلة بإرسال ابنهم إلى الدراسة في المدرسة الفردركية أقوى وأجود المدارس في مملكة بروسيا. وكان القس شولتز يعمل في تلك المدرسة. هناك قضى كانت ثمان سنوات من الدراسة الجادة. كان يدرس ستة أيام في الأسبوع يبدأ يومه الدراسي في السابعة صباحا وينتهي في الرابعة مساء. درس فيها كل لغات ذلك الزمان من اللاتينية واليونانية إلى العبرية والفرنسية. ودرس الرياضيات واللاهوت.
بعد تخرجه بترتيب الثاني على صفه تخرج كانت ابن السادسة عشرة من المدرسة الثانوية. فالتحق بجامعة كونيغسبرغ حيث تغيرت اهتماماته وولع بالفلسفة والعلوم. وتأثر تأثرا شديدا بأستاذه مارتن كنوتزن. وكان أستاذه من أتباع المدرسة العقلية أو العقلانية.
قضى كانت سبع سنوات في الجامعة لكنه لم يتخرج بسبب ضائقة مالية ألمت به حيث توفيت والدته سنة 1737 ثم توفي والده سنة 1746. كان على كانت أن يدبر أموره المالية بنفسه. فترك الكلية وأصبح مدرسا خصوصيا لأطفال الأسر الثرية التي تسكن قريبا من مدينته كونيغسبرغ. أثناء هذه السنوات كرس وقت فراغه الطويل في الدراسة الذاتية وكتابة أطروحته التي سيقدمها للجامعة.

### التدريس في الجامعة
وفي عام 1755 عاد كانت إلى الجامعة مرة أخرى وقدم بحثه وأطروحته. وأعطته الجامعة وظيفة مساعد أستاذ وكانت هذه الوظيفة ذلك الوقت وظيفة من مرتبة متدنية لا تعطي صاحبها البرستيج وليس لها راتب مدفوع إلا رسوم تؤخذ من الطلاب.
في تلك السنوات كان كانت يدرس طلابه في الجامعة قرابة ثمانية وعشرين ساعة في الأسبوع. وأعطي مجموعة كبيرة جدا من المواد والموضوعات لتدريسها. كان من ضمنها مواد الفلسفة وعلم أصول التربية والرياضيات والفيزياء والعلوم الاجتماعية وحتى علم المعادن والجغرافيا. بعد ان ينتهي يومه الدراسي الحافل كان يستمتع بقراءة الجرائد ويجلس في المقهى. وفي المساء كان يلعب الورق والبلياردو. وفي أكثر الأيام يصل كانت إلى بيته بعد منتصف الليل سكرانا كأقل ما يقال. أرغمته الظروف المادية القاسية على العيش ببساطة في شقة مفروشة ليس فيها الا سرير وطاولة وكرسي وكانت جدرانها عاريه الا من صورة معلقه للفيلسوف الفرنسي جان جاك روسو. واضطر كانت إلى ان يشتغل كعامل مساعد في مكتبة عامة تابعة للقصر الملكي ليضيف شيئا من المال إلى مدخوله الضئيل.
طوال ستينات وسبعينات القرن الثامن عشر كان كانت نشيطا جدا في مجال الكتابة فنشر كتبا عديدة وكتب مقالات كثيرة في موضوعات مختلفة. كتب عن العلم وعن الفلسفة والأخلاق والجمال وكتب عن الفلك والمنطق والميتافيزيقا. كان كانت مدرسا محبوبا وله شعبية بين طلابه فقد كانوا يرون ان محاضراته ممتعة فقد كان يلقي كثيرا من النكات المرحة اثناء الدروس. وأخيرا في 1770 أسس كرسي المنطق والميتافيزيقا وأعطته الجامعة راتبا أفضل يمكن أن يعيش به عيشة كريمة.

### طبيعة شخصيته
تنامت شهرته عبر البلاد وتلقى عروضا للتدريس من جامعات أخرى بعضها وعدته بأربع أضعاف راتبه. لكنه كان يرفض العروض في كل مرة رفضا قاطعا، كان يرى لزاما عليه أن يبقى في مدينته التي ولد فيها على الدوام. كانت طبيعته أنه لا يحب التغيير. لم يكن يقبل أي تغيير مهما كان بسيطا. حتى في بيته فهو لا يحرك الأثاث من مكانه وأي تغيير بسيط في ترتيب الأثاث يجعله غير مستقر.
وتروى عن الفيلسوف الألماني حكاية فريدة حدثت في الثمانينات من القرن الثامن عشر وهو في الستينات من عمره. كان معتادا على الكتابة في مكان محدد في بيته عند نافذة مطلة على قبة كنيسة ضخمة. حين يكتب فعيناه على الورق وحين يرفع عينيه فهي على تلك القبة. بعد عدة سنوات زرعت أشجار في حديقة جاره وحجبت الرؤية من نافذته إلى تلك القبة. بدأ كانت في التململ والقلق ثم وجد نفسه غير قادر على العمل!. ثم حلت المشكلة حين قام جاره الذي كان معجبا بشخصيته ووافق بأريحية على تقليم تلك الأشجار ليعود الفيلسوف إلى روتينه وعادته. كان كانت يرفض السفر، عاش حياته كلها دون أن يرى جبلا أو بحرا. مع أن بحر البلطيق كان على مسافة ساعة فقط من مدينته. ويعتقد البعض أن هذه الأوصاف والعادات ذات صلة بمرض الذاتوية.

### التأثير الفكري
التأثيرات على تكوين كانت الفكري كانت على ثلاث جهات دينية وسياسية وعلمية. من الناحية الدينية تربى كانت على التقاليد المسيحية المتشددة. وبالتحديد فرقة التقوية المسيحية الذي اشتق اسمها من التقوى والورع وهي حركة بروتستانتية تؤكد على التقوى والزهد والبساطة وعلى قبول المرء لحاله في هذه الحياة وفي نفس الوقت عدم الاكتراث أو عدم الاهتمام بالطقوس والشعائر وعدم التعصب لها.
وعلى الجانب السياسي فقد عاش كانت في عصر التنوير وأثر وتأثر بكل معطيات ذلك العصر. بطبيعة الحال كان من المطالبين من أجل حقوق الإنسان وأكد على المساواة بين الناس وفي نفس الوقت دافع عن حكومة بلاده. وتأثر كانت في هذا الجانب تأثرا عميقا بالمفكر والسياسي الفرنسي جان جاك روسو. الذي كان يطرح في كتاباته تساؤلات عميقة عن طبيعة الأخلاق وطبيعة المجتمعات ومشكلة الافراد وفلسفة الفردية.
في جانب العلم الطبيعي درس كانت أعمال وكتابات إسحاق نيوتن التي جعل منها أساسا لمحاضراته في الفيزياء وفلسفة الطبيعية. وفي سنة 1755 نشر نظرية التناوب الشهيرة (بالإنجليزية: vortex theory) التي يوضح فيها أصل العالم ويشرح دوران وتناوب الكواكب. واليوم تعرف هذه النظرية الفيزيائية باسم فرضية كانت-لابلاس. ولابلاس المقصود هو الفلكي الفرنسي بيير لابلاس الذي طور نظرية كانت وطرح نموذجا مشابها لها لكنه طوره بعد ذلك في عام 1796.

## الفلسفة

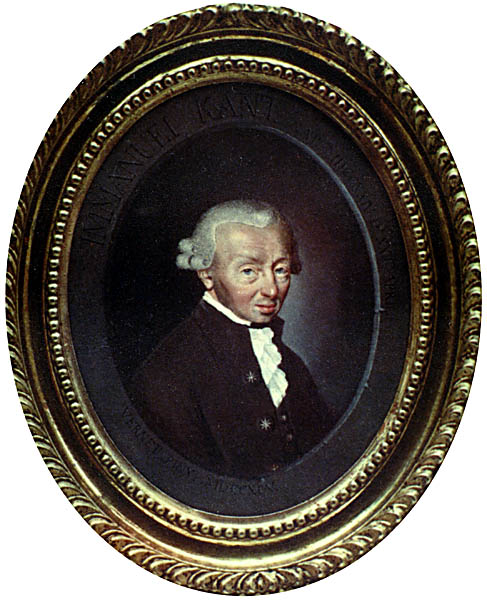
كانط لكارل فيرنت (1758-1836)

### الفلسفة السياسية
في مؤلفه «السلام المستدام: اسكتش فلسفي»، وضع كانط مجموعة من الشروط وجدها ضرورية لإنهاء الحروب وخلق سلام دائم، من ضمنها وجود عالم يحتوي جمهوريات دستورية. أضاف كانط على نظريته الجمهورية الكلاسيكية في «علم الحق»، وهو أول جزء من عمله «ميتافيزيقيا الأخلاق» عام 1797. اعتقد كانط أن تاريخ العالم يودي بنا حتميًا إلى عالمٍ من الدول الجمهورية التي تعيش بسلام، لكن تلك النظرية لم تكن براغماتية، فاعتبر كانط في مؤلفه «السلام المستدام» أن تلك العملية تحدث بشكل طبيعي، لا بشكل عقلاني.
يتلخص فكر كانط السياسي بالحكومة الجمهورية والمنظمة الدولية. وبناءً على فكر كانط نفسه ومصطلحاته، فعقيدة الدولة قائمة على القانون والسلام الأبدي. وبالفعل، في كلتا الصياغتين، يعبّر كلا المصطلحين عن الفكرة ذاتها: وهي الدستور القانوني أو «السلام عبر القانون». ومع الأخذ بعين الاعتبار أن فلسفة كانط السياسية هي عقيدة قانونية في جوهرها، فكانط وفلسفته يرفضان النزاع بين التعليم الأخلاقي والعواطف باعتبارها أساس الحياة الاجتماعية. عرّف كانط الدولة بأنها اتحاد للبشر تحت سقف القانون. تُجبل الدولة أساسًا من القوانين، والتي يجب أن توضع سابقًا، لأنها تنبثق من مفهوم القانون.
عارض كانط «الديمقراطية»، والتي كانت ديمقراطية مباشرة في عصره. اعتقد كانط أن حكم الأغلبية يشكل خطرًا على الحرية الفردية، وأوضح: «...الديمقراطية هي حُكمًا دكتاتورية، لأنها تؤسس لسلطة تنفيذية يقرر فيها الجميع لصالح شخص واحدٍ لا يتفق معها أو ضده. الجميع يقررون، وهم أغلبية فقط لا الجميع، وذلك يناقض الحرية ورغبة الشعب عامة». ومثل أغلب الكتّاب في عصره، عرّف كانط 3 أشكال للحكومة: الديمقراطية والأرستقراطية والمَلَكية، واعتبر أن الحكومة المختلطة هي أفضل شكل للحكومات.

### الأنثروبولوجيا
درّس كانط الأنثروبولوجيا، أو علم الإنسان، لـ 23 سنة ونصف. نشر كانط «الأنثروبولوجيا من وجهة نظر براغماتية» عام 1798. وكانت موضوع أطروحة ميشال فوكو الثانية للحصول على درجة الدكتوراه، وكانت الأطروحة بعنوان «مقدمة حول أنثروبولوجيا كانط». نُشرت محاضرات كانط عن علم الأنثروبولوجيا لأول مرة عام 1997 بالألمانية، وتُرجمت «مقدمة حول أنثروبولوجيا كانط» إلى الإنجليزية ونشرتها جامعة كامبردج ضمن سلسلة نصوص تاريخ الفلسفة عام 2006.
كان كانط واحدًا من أوائل الناس في عصره عندما جعل علم الأنثروبولوجيا مجالًا معرفيًا للدراسة، قبل حصول المجال على شعبية كبيرة. ساهمت النصوص التي ألفها كانط في نمو هذا المجال وتقدمه. ألهمت وجهة نظر كانط أعمال عددٍ من الفلاسفة اللاحقين، أمثال مارتن هايدغر وبول ريكور.
كان كانط أيضًا أول من اقترح استخدام اتجاه متعدد الأبعاد لدراسة التنوع البشري. فحلل طبيعة المزاجات الأربع لأبقراط وجالينوس، وجمعها في بُعدين: «الفاعلية»، أو الجانب النشط من السلوك البشري، و«النزعة العاطفية» أو الانفعالية. فوُصفت الشخصية صفراوية المزاج مثلًا بأنها عاطفية ونشيطة، والشخصية البلغمية (أو الباردة) بالمتوازنة والضعيفة، والشخصية دموية المزاج بالمتوازنة والنشيطة، والشخصية الميلانخولية بالعاطفية والضعيفة. ظهر البعدان في النماذج اللاحقة لسمات الشخصية والمزاج.
استعرض كانط الأنثروبولوجيا ضمن صنفين شاملين: الأسلوب النفسي، والذي أشار إليه كانط بأنه «ما تفعله الطبيعة بالكائن البشري» والأسلوب البراغماتي، الذي يستكشف الأشياء التي بإمكان الإنسان، بل يتوجب عليه، أن يبني شخصيته على أساسها.

## التأثير

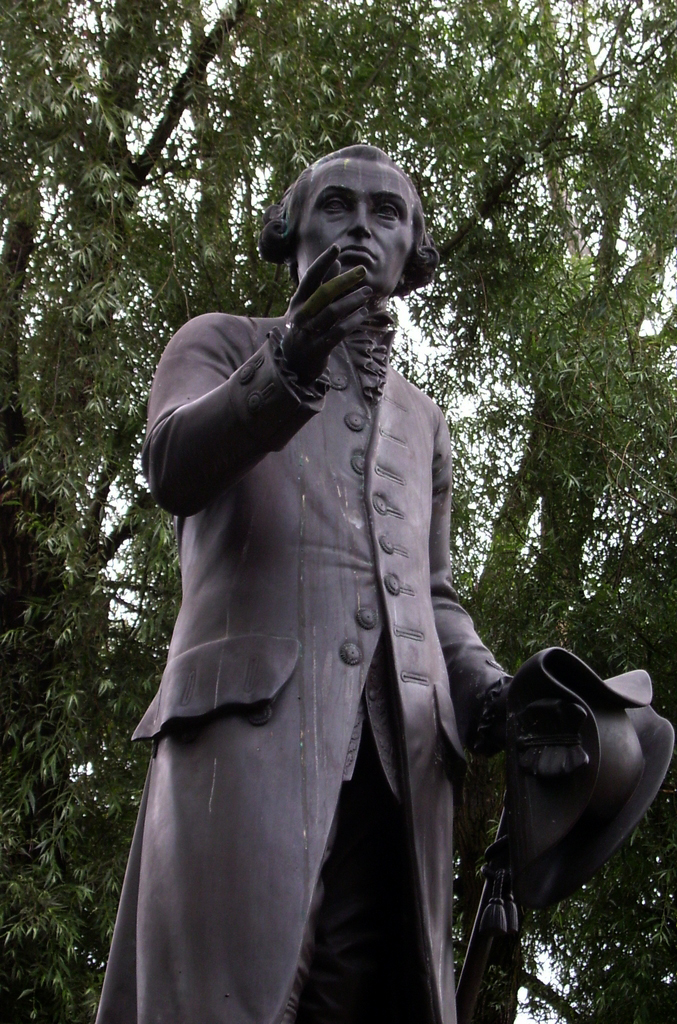
تمثال تذكاري لإيمانويل كانط في كالينينغراد.

كان الأثر الذي أحدثه كانط على الفكر الغربي عميقًا. وبصرف النظر عن تأثيره على فلاسفة ومفكرين بعينهم، غيّر كانط الإطار الذي كان البحث والاستقصاء الفلسفيان يجريان وفقًا له. أحدث كانط تحولًا في النموذج الفكري، ولم تظهر الفلسفة وفقًا لما قبل كانط إلا بشكل قليل. ينطوي ذلك التحول على ابتكارات متعددة ومرتبطة ببعضها، والتي أصبحت ركيزة أساسية في الفلسفة والعلوم الاجتماعية والإنسانيات عمومًا:
- «ثورة كانط الكوبرنيكية»، والتي وضعت دور الإنسان، أو العارف، في مركز البحث الفلسفي، فمن المستحيل أن يفسر المرء فلسفيًا الأشياء التي تتصرف بصورة مستقلة عنا، أو تبدو مستقلة بالنسبة لنا.
- اختراعه الفلسفة النقدية، وهي قدرة المرء على الاكتشاف والاستقراء الممنهج للقيود المفروضة على قدرتنا المعرفية، وذلك عن طريق الاستدلال الفلسفي.
- فكرة الإلزام القطعي، أو الضرورة الحتمية: وهي إقرار بأن الإنسان، طبيعيًا، يملك القدرة على التوصل إلى المنطق السليم والتصرف وفقًا له، وهو مجبر على التوصل إلى ذاك المنطق والتصرف على أساسه، ويحدث ذلك أيضًا بشكل طبيعي.
- إيجاده مبدأ «أحكام الاحتمال»، مثلما جاء في فكرة «أحكام التجربة المحتملة»؛ وتعني أن الأشياء والمعرِفة وأشكال الوعي تستكين إلى ظروف وأحكام مسبقة تجعل من تلك الأشياء والمعرفة والوعي قابلة للتحقق. ووفقًا لذلك، ولكي نفهم تلك الأمور ونتعرف عليها، علينا أولًا فهم تلك الظروف والأحكام التي جعلتها متاحة.
- النظرية القائلة إن التجربة الموضوعية شُكلت أو بُنيت بناءً على وظيفة العقل البشري وعمله.
- فكرته القائلة إن التحرر الأخلاقي أمر جوهري بالنسبة للبشرية.
- تأكيده المبدأ الذي ينظر إلى الكائنات البشرية باعتبارها غايات لا وسائل.

أدرجت عدة مدارس فكرية أفكار الفيلسوف كانط، من ضمنها المدرسة المثالية الألمانية، والماركسية، والوضعية، والظاهراتية (الفينومينولوجيا)، والنظرية النقدية، والوجودية، والفلسفة اللغوية، والبنيوية، وما بعد البنيوية، والتفكيكية.[بحاجة لمصدر]

### التأثير التاريخي
لاقى كانط خلال حياته الكثير من النقد تجاه أفكاره. وكان لكانط أثر على أفكار فلاسفة ومفكرين مثل راينهولد، وفيشته، وشيلن، وهيغل، ونوفاليس خلال ثمانينيات وتسعينيات القرن الثامن عشر. تطورت المدرسة الفكرية المعروفة باسم المثالية الألمانية ونمت من كتابات وأفكار كانط. حاول الفيلسوفان فيشته وشيلن، على سبيل المثال، جلب الأفكار المشحونة بالميتافيزيقية التقليدية -مثل الإله ووحدانيته والكينونة- وإدخالها ضمن إطار تفكير كانط النقدي. وبذلك، حاول فلاسفة المثالية الألمانية عكس وجهة نظر كانط، والمتمثلة بأننا لا نستطيع التعرف على ما لا نستطيع إدراكه أو تأمله.
كان هيغل واحدًا من أشد نقاد فلسفة كانط. وفي استجابة لما اعتبره التفسير الغامض والمنهجي لفلسفة كانط، أوجد هيغل أخلاقيات ركز فيها على «الحياة الأخلاقية» للمجتمع. لكن جاءت فكرة هيغل المتمثلة بـ «الحياة الأخلاقية» من مبدأ التصنيف بدلًا من استبدال أفكار كانط الفلسفية والمتمثلة بالأخلاقيات الكانطية. اعتُبر هيغل مدافعًا عن فكرة كانط القائلة إن الحرية تتخطى الرغبات المحدودة بواسطة المنطق. وهكذا، وعلى عكس النقاد اللاحقين مثل نيتشه وراسل، يتشارك هيغل وكانط ببعض الأفكار الأساسية.
استُخدمت آراء كانط المتعلقة بالدين في بريطانيا لمواجهة تراجع الإيمان الديني في القرن التاسع عشر. وتبِعَ الكتّاب البريطانيون الكاثوليكيون من أمثال غلبرت كايث تشيسترتون وهيلاير بيلو، هذا الاتجاه. تحدى رونالد إنجلفيلد تلك الحركة واستخدام كانط للغة. كانت انتقادات كانط شائعة من طرف أصحاب وجهات النظر الواقعية المنتمين للفلسفة الوضعية في تلك الفترة.

## نقد العقل المجرد

### نظرية الإدراك الحسي
شرح كانت هذه النظرية في كتابه الأشهر الذي صدر عام 1781 «نقد العقل المجرد» الذي يعتبره النقاد في كثير من الأحيان أهم مجلد فلسفي في علم الميتافيزيقيا ونظرية المعرفة.
يعتقد كانت أن معرفتنا بالعالم الخارجي لها أساس في التجربة الحسية ولكن لها أيضا أساس آخر يسميه المعارف القبلية. وفي كلامه هذا نقد ورفض للفهم التجريبي والفهم العقلي معا. ويعتبر كانت نقده هذا ثورة مشابهة لثورة كوبرنيكوس.

### فكرة الله
«كان من المؤمنين بالله. إلا أنه يوكل الإيمان إلى الضمير ولا يعتمد فيه على البراهين العقلية التي تستمد من ظواهر الطبيعة. فالعقل في مذهب كانت لا يعرف إلا الظواهر الطبيعية Phenomena ولا ينفذ إلى حقائق الأشياء في ذواتها Noumena.» عباس العقاد.
«أين نجد إذا هذا المبدأ المتعالي على التجربة؟ أنجده في الدين والأوامر الإلهية، وهي سلطة خارجة عن العقل؟... إنما نريد مبدأ آخر جديدا يعلو على التجربة ويفوقها، لكنه من جهة أخرى لا يخرج عن العقل ونطاق ذاتيته. ووجد كانت هذا المبدأ، وسماه «الواجب»» عبد الرحمن بدوي.
ذكر كانت في كتابه نقد العقل العملي عن ضرورة الاعتقاد بوجود الله. وأن وجود الله فكرة يبعثها العقل المجرد. لكن كانت يقول بالنص الذي يبدو عائما ومموها: ليس لدينا سبب وجيه يدفعنا للتسليم بهذه الفكرة تسليما مطلقا. ثم يحاول تلطيف هذا التصريح بقوله أن فكره الله لا يمكن عزلها عن فكره السعادة وفكرة الفضيلة وأن فكرة الله مرتبطة دائما بمفهوم المثال الأسمى أو مفهوم الخير.
والربط بين هذه المفاهيم أساسي جدا لإيجاد عالم ذا أخلاق. وهذا الربط ضروري من الناحية العملية أيضا. ويدل على هذا قول الفيلسوف الفرنسي فولتير: «لو أن الله ليس موجودا فسيكون ضروريا اختراعه».
في كتابه «محاضرات في المنطق» الذي نشر سنة 1800 كتب كانت: "لا يمكن لأحد منا تقديم حقيقة موضوعية لأي فكرة نظرية أو تقديمها عدا فكرة الحرية لأن هذا شرط القانون الأخلاقي الذي حقيقته مسلمة. حقيقة فكرة الله يمكن أن تقدم فقط بطريقة هذه الفكرة، من ثم فقط مع غاية عملية، مثلا التصرف كما لو الله موجود، من ثم فقط لهذه الغاية".

## أهم مؤلفاته

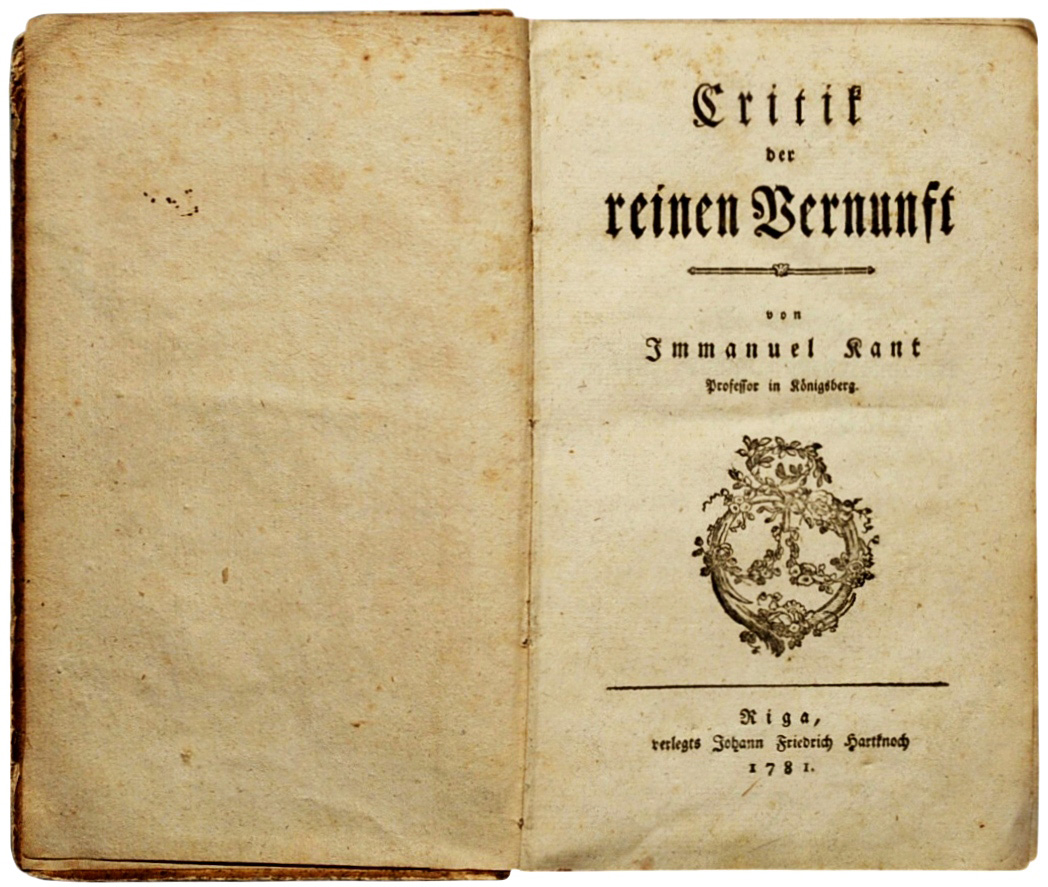
غلاف الطبعة الأولى من نقد العقل الخالص عام 1781.

- 1763 : الحجة الوحيدة الممكنة لدعم إثبات وجود الله
- 1781 : نقد العقل الخالص (بالألمانية: Kritik der reinen Vernunft).
- 1784 : ما هو التنوير ؟ (بالألمانية: Was ist Aufklärung ?).
- 1785 : أسس غيبيات الأخلاق
- 1788 : نقد العقل العملي، (بالألمانية: Kritik der praktischen Vernunft).
- 1790 : نقد ملكة الحكم (بالألمانية: Kritik der Urteilskraft).
- 1793 : الدين في حدود مجرد العقل
- 1795 : مشروع للسلام الدائم
- 1798 : الأنثروبولوجيا من وجهة نظر براغماتية

## وصلات خارجية
- إيمانويل كانط على موقع الموسوعة البريطانية (الإنجليزية)
- إيمانويل كانط على موقع ألو سيني (الفرنسية)
- إيمانويل كانط على موقع ميوزك برينز (الإنجليزية)
- إيمانويل كانط على موقع إن إن دي بي (الإنجليزية)

- مؤلفات Immanuel Kant في مشروع غوتنبرغ
- أعمال أو نبذة عن إيمانويل كانط على أرشيف الإنترنت
- أعمال إيمانويل كانط في ليبري فوكس